# Lijst van Eerste Kamerleden voor de PSP
Een overzicht van alle Eerste Kamerleden voor de Pacifistisch Socialistische Partij (PSP).
| Eerste Kamerlid   | Foto              | Begindatum        | Einddatum         |
| ----------------- | ----------------- | ----------------- | ----------------- |
| Otto Boetes       |                   | 28 februari 1967  | 15 september 1969 |
| Henk Lankhorst    |                   | 16 september 1969 | 9 mei 1971        |
| Titia van Leeuwen |                   | 28 augustus 1984  | 14 augustus 1988  |
| Bram van der Lek  |                   | 13 september 1983 | 23 juli 1984      |
| Max van Pelt      |                   | 5 juni 1963       | 9 mei 1971        |
| Fred van der Spek |                   | 5 juni 1963       | 22 februari 1967  |
| Joop Vogt         |                   | 20 september 1977 | 9 juni 1981       |
| Joop Vogt         | 13 september 1983 | 22 juni 1987      |                   |
| Joop Vogt         | 6 september 1988  | 12 februari 1990  |                   |
| Hein van Wijk     |                   | 20 september 1966 | 16 september 1974 |